# Iakonovka
Iakonovka (en rus: Яконовка) és un poble del krai de Primórie, a l'Extrem Orient de Rússia, que en el cens del 2010 tenia 291 habitants.